# American-Airlines-Flug 625
Koordinaten: 18° 20′ 16″ N, 64° 57′ 31″ W
American-Airlines-Flug 625 war ein Passagierflug der US-amerikanischen Fluggesellschaft American Airlines, der von Providence, Rhode Island nach Saint Thomas auf den Amerikanischen Jungferninseln führte. Am 27. April 1976 kam es bei der Landung auf dem Harry S Truman Airport von Saint Thomas zu einem Unfall, als das Flugzeug über die mit 1.400 Metern Länge sehr kurze Landebahn hinausschoss und dabei zerstört wurde. Der Unfall kostete 37 Menschen das Leben. An Bord wurden 39 Personen verletzt, eine weitere am Boden.

## Flugzeug und Crew
Bei dem verunglückten Flugzeug handelte es sich um eine Maschine des Typs Boeing 727-100 mit dem Luftfahrzeugkennzeichen N1963. Das Flugzeug befand sich seit Dezember 1967 im Dienst der American Airlines und hatte zum Unfallzeitpunkt 21.926 Flugstunden absolviert. Maschinen des Typs Boeing 727-100 waren die schwersten Flugzeuge, die für die Landung in Saint Thomas zugelassen waren. Diese Maschinen durften auch nur vom Meer her (aus Westen) landen.
Zur Besatzung gehörten Flugkapitän Authur J. Bujnowski (54 Jahre, über 22.000 Flugstunden, davon über 10.000 auf Boeing  727), Erster Offizier Edward Offchiss (36 Jahre, 8.000 Flugstunden, davon 2.500 auf Boeing 727) und Flugingenieur Donald Mestler (45 Jahre, 9.500 Flugstunden, 8.000 auf Boeing 727). Alle drei Mitglieder der Cockpitcrew kannten den Flughafen von Saint Thomas, Bujnowski absolvierte hier vor dem Unfall 154 Landungen, Offchiss 38 und Mestler 125.

## Unfallhergang
Die Boeing 727 startete um 11:00 Uhr EST (16:00 Uhr UTC) nach einer planmäßigen Zwischenlandung vom John F. Kennedy International Airport von New York. Der Flug zur Karibikinsel verlief ereignislos. Flugingenieur Mestler fertigte für Kapitän Bujnowski eine Landing Data Card an, auf der von einem Landegewicht von 125.000 Pfund (56,7 t), einer Stellung der Landeklappen auf 30° und einer Aufsetzgeschwindigkeit von 120 Knoten (222 km/h) ausgegangen wurde.

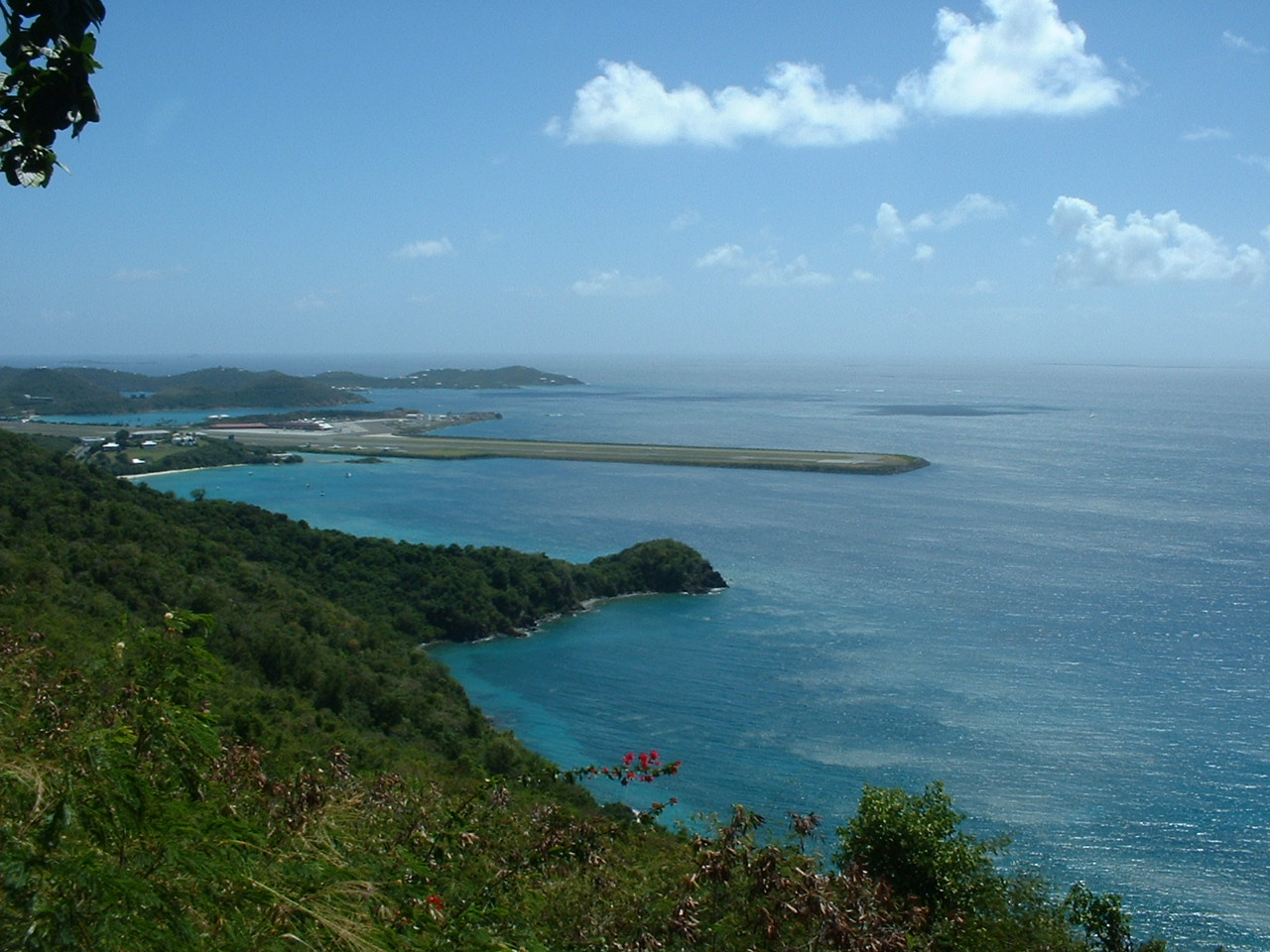
Ansicht des Flughafens von Saint Thomas. Die Unfallstelle liegt links außerhalb des Bildrandes.

Um 15:04 Uhr AST (19:04 Uhr UTC) begann Kapitän Bujnowski mit dem Landeanflug. Die Luftverkehrskontrolle hatte die Landung nach den Regeln für den Sichtflug freigegeben, doch Bujnowski entschied sich für eine Landung mit dem Instrumentenlandesystem und plante mit den Angaben der von Mestler erstellten Landing Data Card. 
Kurz vor dem Aufsetzen entschied sich Bujnowski zum Durchstarten, als er erkannte, dass die Maschine nicht rechtzeitig zum Aufsetzen zu bringen sei. Dennoch setzte die Maschine um 15:10 Uhr AST auf und raste die Landebahn entlang. Die Piloten versuchten durchzustarten, brachen diese Aktion dann aber doch nach fünf Sekunden ab. Erst rund 200 Meter vor dem Ende der Landebahn setzten sie die Bremsen ein. Die Maschine zerstörte die Antenne des Landekurssenders des Instrumentenlandesystems, durchbrach den Flughafenbegrenzungszaun, überquerte eine Straße, wobei mehrere Fahrzeuge zerstört wurden, und kam auf dem Gelände einer Tankstelle und neben einem Lagerhaus für Rum zum Stillstand. Durch den Aufprall und das ausbrechende Feuer wurden 35 Passagiere und zwei Flugbegleiter getötet und 40 weitere Personen (39 Passagiere und ein Autofahrer) zum Teil schwer verletzt.

## Untersuchung
Das National Transportation Safety Board leitete die Untersuchung des Unfalles.
Die Ermittler kamen zu dem Schluss, dass der Unfall auf Grund eines Bedienungsfehlers des Kapitäns geschah; dieser folgte nicht den von der Fluggesellschaft festgelegten Verfahren zur Landung auf Saint Thomas. Diese sahen bei den vorherrschenden Windbedingungen (Windstärke 2 aus Südost) eine Stellung der Landeklappen auf 40° vor. Durch die Stellung auf 30° verlängerte sich die Landerollstrecke der Boeing.

## Auswirkungen
American Airlines flog den Flughafen von Saint Thomas nach dem Unfall bis zur Verlängerung der Start- und Landebahn nicht mehr an. Stattdessen landeten die Maschinen der Fluggesellschaft auf dem Henry E. Rohlsen Airport der Nachbarinsel Saint Croix, der über eine längere Piste verfügte.